# Définiteur
Dans l'ordre dominicain et dans l'ordre du Carmel, les chapitres généraux réunissent les représentants de toutes les provinces de l'ordre religieux. On distingue les chapitres de provinciaux, qui réunissent ceux qui gouvernent les provinces, et les chapitres de définiteurs, élus par les religieux de chaque province pour les représenter. Les chapitres d'élection, réunis pour choisir le maître de l'ordre, réunissent les provinciaux et les définiteurs. 

## Citation
« La création de Chapitres formés par les seuls Définiteurs est due au souci que des hommes occupés par le gouvernement des Provinces (les Provinciaux) ne fassent trop fréquemment de longs voyages et ne soient, en conséquence, trop souvent absents de leurs Provinces respectives. À l'origine de cette institution se trouve également l'esprit communautaire et démocratique de l'Ordre. Le Chapitre des Définiteurs permet aux représentants de la base de participer en pleine autorité et autonomie à la préparation des lois de l'Ordre et d'apporter aux assemblées législatives la sensibilité, les tendances et les façons de voir de ceux qui ne sont pas au gouvernement. Une chose est, en effet, la manière de voir une règle cu côté des supérieurs, et une autre, bien différente, la manière de voir de la base ». (site de l'ordre des Prêcheurs)